# Het Spijker (Diest)

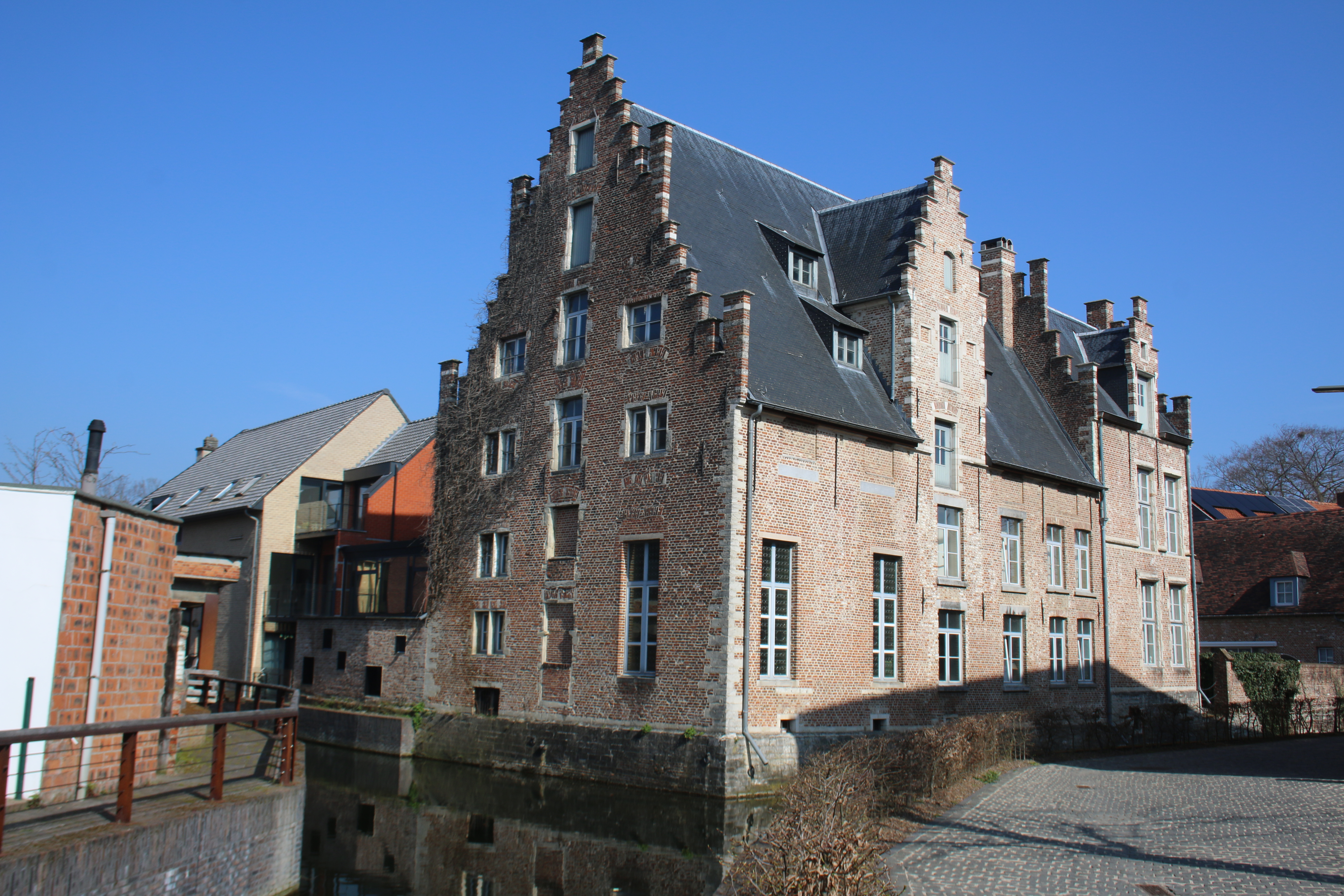
Het Spijker

Het Spijker (soms ook Hof van Tongerlo genoemd) is een monument aan de Demer in de Belgische stad Diest. Het pand in traditionele bak- en natuursteen aan de Refugiestraat dateert uit de zestiende eeuw en was een  refugehuis van de abdij van Tongerlo. Sinds de Franse tijd in België is het particulier bezit. Het gebouw telt twee verdiepingen en een hoektoren met leien spits. De naam Spijker komt van het Latijnse spicarium, wat graanzolder betekent. Het Spijker diende ook als opslagplaats voor de tienden. Sinds 1943 is het beschermd als monument. Het Spijker huisvest een hotel.

## Afbeeldingen

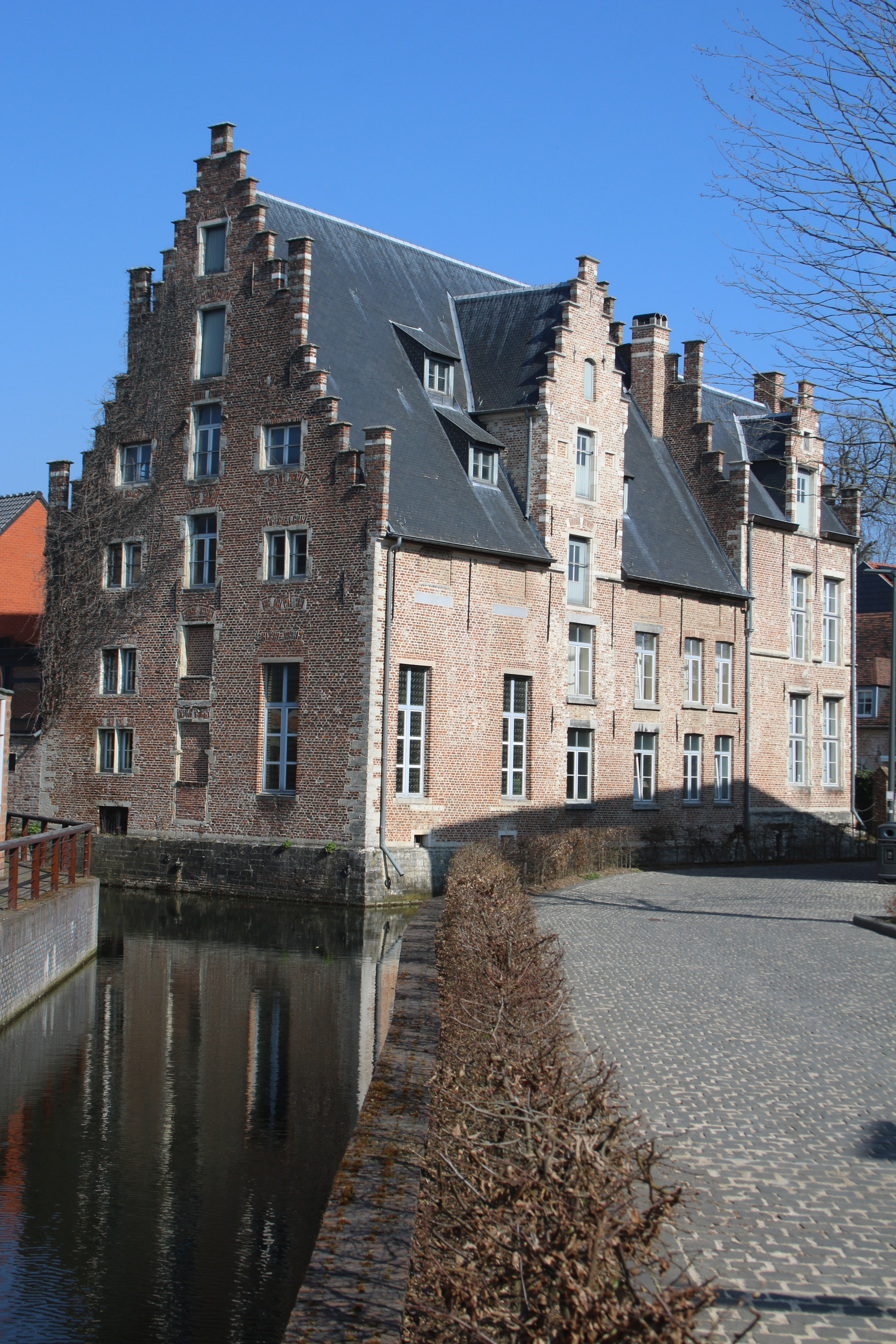
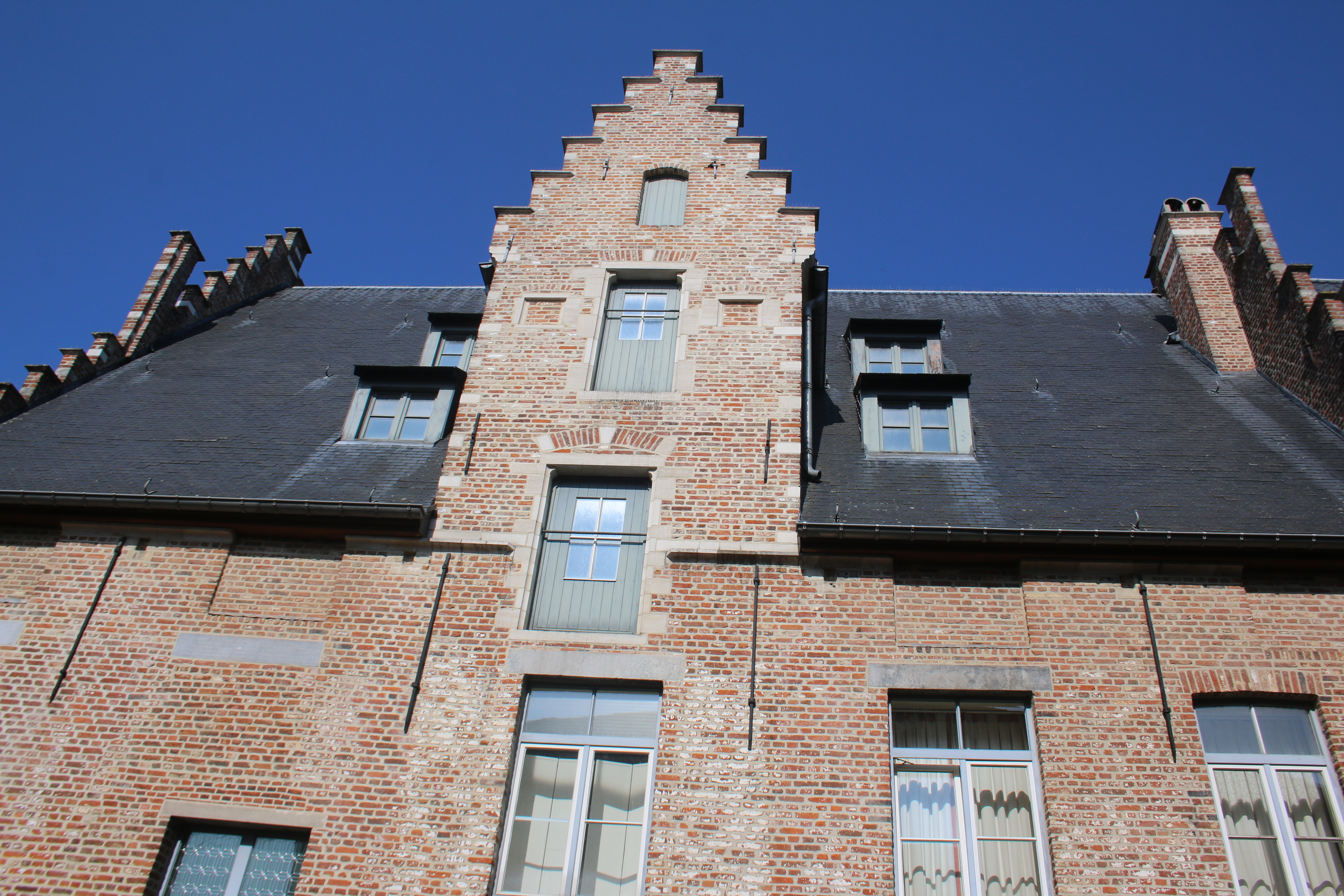
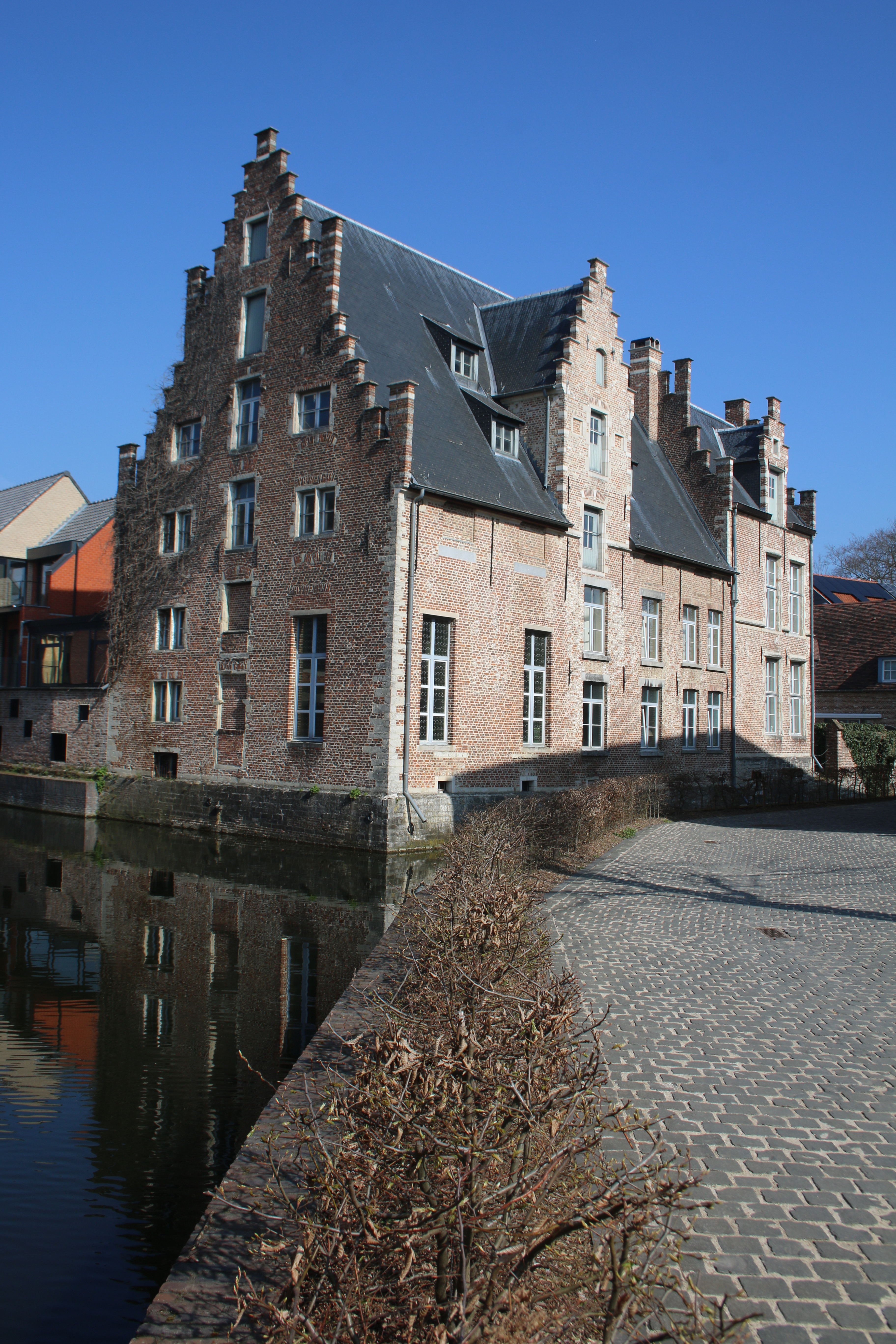